# 永发镇
永发镇是中华人民共和国海南省澄迈县下辖的一个镇。

## 行政区划
永发镇下辖以下村级行政区划单位：
永发社区、永跃社区、永灵村、排坡村、卜罗村、长福村、后坡村、侍郎村、卜岸村、儒林村、卜厚村、东兴村、永丰村、新吴村、参军村、大山村、赛玉村、龙楼村和南昌村。